# Mahabo Mananivo
Mahabo Mananivo è una città e comune del Madagascar situata nel distretto di Farafangana, regione di Atsimo-Atsinanana. 
La popolazione del comune rilevata nel censimento 2001 era pari a 9 998 unità.